# Xembet
Xembet (en rus: Шембеть) és un poble de l'óblast de Kírov, a Rússia, segons el cens del 2010 tenia 342. Pertany al districte d'Arbaj.